# Diederik VII van Kleef
Diederik VII van Kleef (circa 1226 - 1275) was van 1260 tot aan zijn dood graaf van Kleef. Hij behoorde tot het huis Kleef.

## Levensloop
Diederik VII was de oudste zoon van graaf Diederik VI van Kleef uit diens tweede huwelijk met Hedwig, dochter van markgraaf Diederik van Meißen. Na de dood van zijn halfbroer Diederik primogenitus werd hij in 1245 erfgenaam van het graafschap Kleef. 
Vanaf 1255 regeerde hij zelfstandig over Hülchrath en het zuidelijke deel van Kleef en na de dood van zijn vader in 1260 werd hij volwaardig graaf van Kleef. Rond 1255 trad Diederik VII in het huwelijk met Aleidis van Heinsberg (overleden in 1303), dochter van graaf Hendrik I van Sponheim, hetgeen zijn familie aanzienlijke bezittingen opleverde. 
Tussendoor had hij ook conflicten met zijn broer Diederik Luf, die als graaf van Saarbrücken naar meer macht streefde, en verleende Diederik VII stadsrechten aan Dinslaken, Orsoy, Büderich en mogelijk ook aan Huissen en Kranenburg. Hij overleed rond het jaar 1275 en werd vermoedelijk bijgezet in de kloosterkerk van Bedburg.

## Nakomelingen
Diederik VII en zijn echtgenote Aleidis kregen volgende kinderen:
- Diederik VIII (1256-1305), graaf van Kleef
- Diederik (1258-?), prior in Xanten
- Machteld (1260-1309), huwde in 1273 met landgraaf Hendrik I van Hessen
- Diederik Luf II (1262-?), graaf van Hülchrath
- Agnes (1264-1312), zuster in het klooster van Bedburg
- Irmgard (1266-1319), huwde eerst met heer Koenraad I van Saffenberg en daarna met graaf Willem I van Berg